# Maytenus coriacea
Maytenus coriacea är en benvedsväxtart som beskrevs av Julian Alfred Steyermark. Maytenus coriacea ingår i släktet Maytenus och familjen Celastraceae. Inga underarter finns listade.